# Utricularia breviscapa
Utricularia breviscapa — вид рослин із родини пухирникових (Lentibulariaceae).

## Біоморфологічна характеристика
Трава, водна. Стебла ниткоподібні, можуть виростати до 25 см у довжину. Численні ниткоподібні листки згруповані в 3 головні ниткоподібні сегменти біля основи стебла, і на одній рослині може бути кілька пасток. Прямовисне суцвіття може виростати до 10 см. Квітки жовті з червоно-коричневою плямою на нижній губі. 

## Середовище проживання
Зростає у Кубі й Південній Америці — Аргентина, Болівія, Бразилія, Колумбія, Куба, Еквадор, Гаяна, Парагвай, Венесуела.
Цей багаторічний вид росте в основному у вигляді підвішеної водної рослини в басейнах, озерах і повільних ділянках струмків.

## Використання
Вид культивується невеликою кількістю ентузіастів роду. Торгівля незначна.